# ناندا ديفي
ناندا ديفي (بالهندية: नन्दा देवी) هو أعلى جبل في أوتار براديش، وهو ثاني أعلى جبل في الهند، وأعلى قمة تقع بالكامل داخل البلد (كانغشينجونغا على الحدود بين الهند ونيبال)، بجانبه حديقة وطنية وهي متنزه ناندا ديفي الوطني.

## نبذة عنه
نظرا لجغرافيته كان يعتبر أعلى جبل معروف في العالم. حتى القيام حسابات على منطقة «دهاليجيري» من قبل المساحين الأوروبيين في عام 1808م. وكان أيضا أعلى جبل في الهند قبل انضمام سيكيم إلى جمهورية الهند. وهو جزء من جبال الهيمالايا جارهوال، ويقع في ولاية أوتار براديش من بين وادي ريشيجانجا في الغرب ووادي جوريجانجا في الشرق.
يعني اسم الجبل «النعيم-أو-إعطاء آلهة»، يعتبر راعي-ربة أوتار براديش في هيمالايا. وله قيمة دينية عند الهنود ويعتبر حامي النظام البيئي الهش، وذروة فضلا عن دائرة الجبال العالية المحيطة به، يعتبر ناندا ديفي ملاذا إلى كل من السكان المحليين والمتسلقين. تحيط بناندا ديفي الحديقة الوطنية التي اعتبرها اليونسكو في عام 1988م موقع تراث عالمي.

## طوبوغرافيا
ناندا ديفي له قمتين منفصلتين:
- قمة الغرب (7816 م، أعلى نقطة).
- قمة شرق (7434 م).